# 尤昂 (緬因州)
尤昂（英語：Union）是一個位於美國緬因州諾克斯縣的鎮。

## 人口
根據2020年美國人口普查的數據，尤昂的面積為89.33平方千米，當中陸地面積為83.27平方千米，而水域面積為6.06平方千米。當地共有人口2383人，而人口密度為每平方千米27人。